# Bittacus mexicanus
Bittacus mexicanus är en näbbsländeart som beskrevs av Johann Christoph Friedrich Klug 1838. Bittacus mexicanus ingår i släktet Bittacus och familjen styltsländor. Inga underarter finns listade i Catalogue of Life.